# Llengua andi
La llengua andi és una llengua del grup de llengües andi dins de la família de les llengües àvar-andi-dido, del grup de llengües caucàsiques del nord-est parlada per 5.800 andis (2010) al raion de Botlikh (Daguestan). Té dos dialectes dividits en subdialectes, els principals dels quals són munin, rikvani, kvanxidatl, i gagatl, que és una mica divergent. Els seus parlants generalment usen com a llengua literària l'àvar o el rus.

## Varietats
L'andi és parlat sota dis formes dialectals: 
- L'andi del Nord, amb els subdialectes q'uannu, rikvani, gagatli, zilo o chanko, que comprenen la majoria de parlants.
- L'andi del Sud amb els subdialectes parlats en els llogarets homònims de Munib i Kvanxidatl.

Vocabulari comparatiu Andi del Nord/Andi del sud: 
|       | nord Andi | sud Andi |
| ----- | --------- | -------- |
| terra | ulka      | ħukmati  |
| aigua | łen       | łłenni   |
| cel   | rešno     | rešin    |
| núvol | lerčol    | ġiro     |
| fang  | ġuzi      | q̄uviłir  |
| arbre | reša      | rešału   |
| pols  | q̇exva     | tsuri    |

## Numeració
- Andi del Nord Andi del Sud
- 1- себ (seb)	 севи (sevi)
- 2- чІегу (c̣egu)	 чIе (c̣e)
- 3- лъобгу (łobgu)	 лъови (łovi)
- 4- богъгъогу (boġġogu)	 боо (boo)
- 5- иншдугу (inšdugu) 	 инщду (inšdu)
- 6- онлІигу (onkłigu)	 онлIигу (onkłigu)
- 7- гьокьугу (ġoq̇ugu)	 гьокьу (ġoq̇u)
- 8- бийкьигу (bijq̇igu)	 бекьи (beq̇i)
- 9- гьочІогу (ġoč̣ogu)	 гьочIо (ġoč̣o)
- 10- гьоцІогу (ġoc̣ogu)	 гьоцIо (ġoc̣o)